# Hiroshi Nanami
Hiroshi Nanami (født 28. november 1972) er en japansk fodboldspiller.

## Japans fodboldlandshold
| Japans landshold | Japans landshold | Japans landshold |
| År               | Kmp              | Mål              |
| ---------------- | ---------------- | ---------------- |
| 1995             | 2                | 2                |
| 1996             | 13               | 1                |
| 1997             | 21               | 3                |
| 1998             | 11               | 0                |
| 1999             | 6                | 0                |
| 2000             | 12               | 3                |
| 2001             | 2                | 0                |
| Total            | 67               | 9                |